# TV Chosun
Чосон Бродкестін кампені або Телерадіомо́вна компанія «Корея» (кор. 주식회사조선방송; ханча: 株式會社朝鮮放送; англ. Chosun Broadcasting Company, TV Chosun) — південнокорейська телерадіокомпанія та загальнонаціональна мережа кабельного телебачення, належить консорціуму Chosun Ilbo. Канал почав мовлення 1 грудня 2011 року.
З 2011 року «TV Чосон» — один з чотирьох нових загальнонаціональних південнокорейських універсальних каналів кабельного телебачення поряд з такими як JTBC, Channel A і MBN. Ці чотири нові мережі доповнюють існуючі традиційні мережі безкоштовного ефірного телебачення, такі як KBS, MBC, SBS та інші дрібніші канали, запущені в 1990 році, після дерегулювання.